# Adoretus brancsik
Adoretus brancsik är en skalbaggsart som beskrevs av Brancsik 1910. Adoretus brancsik ingår i släktet Adoretus och familjen Rutelidae. Inga underarter finns listade i Catalogue of Life.